# Tony Ramos (zapaśnik)
Tony Ramos (ur. 12 lutego 1991) – amerykański zapaśnik startujący w stylu wolnym. Dwukrotny uczestnik mistrzostw świata, zajął jedenaste miejsce w 2015 i szesnaste w 2014. Drugi w Pucharze Świata w 2015 i 2017; czwarty w 2016 roku.
Zawodnik Glenbard North High School z Carol Stream i University of Iowa. Trzy razy All-American (2012 – 2014) w NCAA Division I, pierwszy w 2014, drugi w 2013 i trzeci w 2012 roku.